# Ouro Modi
Ouro Modi è un comune rurale del Mali facente parte del circondario di Mopti, nella regione omonima.

## Geografia
Il comune è composto da 4 nuclei abitati:
- Daima
- Digani
- Makadie
- Ouro Modi